# Fernsehturm Sucha Góra
Koordinaten: 49° 45′ 23″ N, 21° 48′ 56″ O

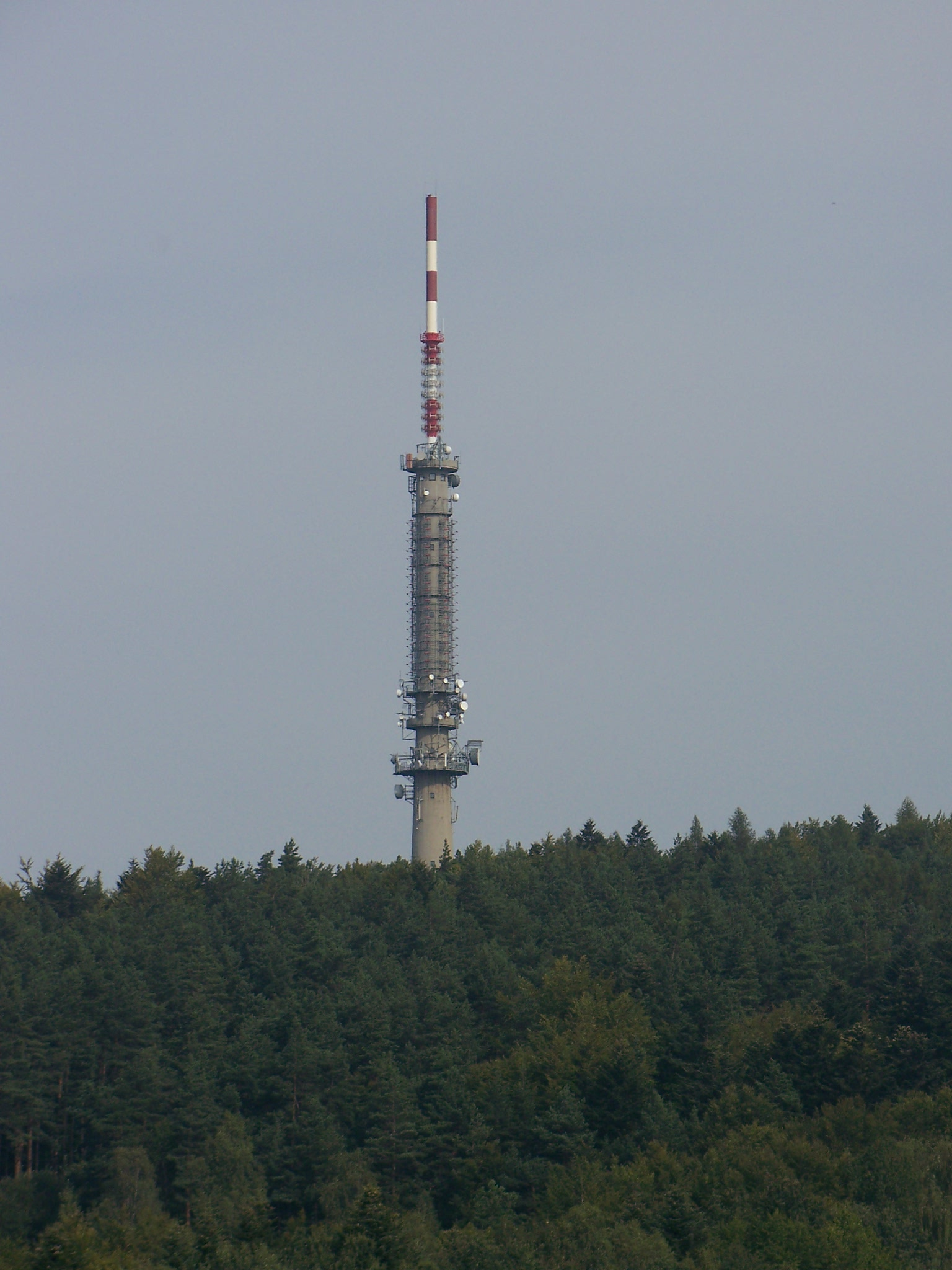
Fernsehturm Sucha Góra

Der Fernsehturm Sucha Góra (polnisch: RTCN Sucha Góra) ist ein 120 Meter hoher, für die Öffentlichkeit nicht zugänglicher Fernsehturm auf dem 585 m hohen Berg Sucha Góra. Er liegt nördlich von Czarnorzeki in der Gemeinde Korczyna, Powiat Krośnieński in der Woiwodschaft Karpatenvorland.
Der Fernsehturm Sucha Gora wurde 1962 errichtet und gehört zu den wenigen Sendetürmen in Stahlbetonbauweise in Polen.

## Ausgestrahlte Programme
| Radio                   | Radio     | Radio  | Radio |
| Programm                | Frequenz  | ERP    |       |
| ----------------------- | --------- | ------ | ----- |
| Polskie Radio Program 2 | 88,0 MHz  | 120 kW |       |
| Radio Rzeszów           | 90,5 MHz  | 120 kW |       |
| Polskie Radio Trójka    | 92,0 MHz  | 120 kW |       |
| Radio RMF FM            | 100,1 MHz | 120 kW |       |
| Radio Zet               | 107,4 MHz | 30 kW  |       |